# Pravi Sèktor
Pravi Sèktor (en ucraïnès: Пра́вий се́ктор i traduït al català com a Sector Dret o Sector de Dreta) és un partit polític nacionalista i paramilitar ucraïnès format per diverses organitzacions, que ha estat qualificat com un partit polític d'extrema dreta, neofeixista, que va augmentar el nombre dels seus membres progressivament fins a arribar als 5.000 entre finals de 2013 i principis de 2014. A la fi de març de 2014, quan es va constituir com a partit polític, s'estimava el seu nombre d'afiliats en uns 10.000.
El grup va sorgir a la fi de novembre de 2013, en el context de les protestes de l'EuroMaidan i de les posteriors protestes prorusses de 2014 a Ucraïna, com una aliança dels grups nacionalistes d'extrema dreta d'Ucraïna. El grup va anar guanyant notorietat des de llavors en ser part activa i fins i tot protagonitzar els disturbis i combats de carrer esdevinguts a Kíiv durant el EuroMaidan a principis de 2014.

## Orígens
Els orígens de l'organització es remunten als tradicionals partisans ucraïnesos que van lluitar en la Segona Guerra Mundial amb l'Eix i contra la Unió Soviètica. L'Exèrcit Insurgent Ucraïnès, associat amb el Pravi Sèktor ('Sector de Dreta'), va lluitar primer amb les forces d'ocupació de l'Alemanya nazi, i contra els partisans soviètics i l'Exèrcit Roig, després.
El grup es va formar a partir de la unió de diversos grups d'extrema dreta nacionalistes més petits com Tryzub, Patriot Ukrainy o UNA-UNSO.

## Història

### EuroMaidan
A la fi de novembre de 2013, es van produir una sèrie de manifestacions i disturbis a Ucraïna, principalment a Kíiv, d'índole europeista, que demanaven la sortida del president prorus Víktor Ianukòvitx. A principis de 2014 els disturbis es van agreujar i la violència va prendre els carrers, amb el Pravy Sektor com a principal responsable dels disturbis.
Els integrants del Pravy Sektor van protagonitzar els principals disturbis de Kíiv, com els ocorreguts a l'avinguda Hrushevskoho. El 19 de gener de 2014, el grup va encoratjar als seus membres a portar ampolles a les protestes per produir còctels mólotov i bombes. A més, segons una editorial del diariThe Guardian, el Pravy Sektor va ser el responsable del violent atac de l'1 de desembre de 2013 a l'administració ucraïnesa i també de provocacions a la policia. El seu líder, Dmytro Yarosh, va declarar que acumulava un arsenal d'armes letal.
Al febrer de 2014, quan es van radicalitzar les protestes de l'EuroMaidan, els membres del Pravy Sektor, armats amb pals, cascos i bombes improvisades van desencadenar la violència brutal contra la policia als carrers. Aficionats a les arts marcials, els radicals s'entrenaven per a un assalt final, mentre s'aixecaven barricades als voltants de la Plaça de la Independència de Kíiv i fins i tot es construïen catapultes.
La tensió no va parar de pujar i els grups radicals, amb el Pravy Sektor al capdavant van començar a utilitzar armes de foc en els disturbis. El 20 de febrer (Dijous Negre) va ser el punt culminant de l'Euromaidan. Durant els enfrontaments entre manifestants i policia van morir més de 60 persones, i els opositors van prendre les regnes del país i van ocupar les principals institucions assentades a Kíiv. Finalment, Víktor Ianukòvitx va fugir del país.

### Després de la caiguda de Ianukòvitx

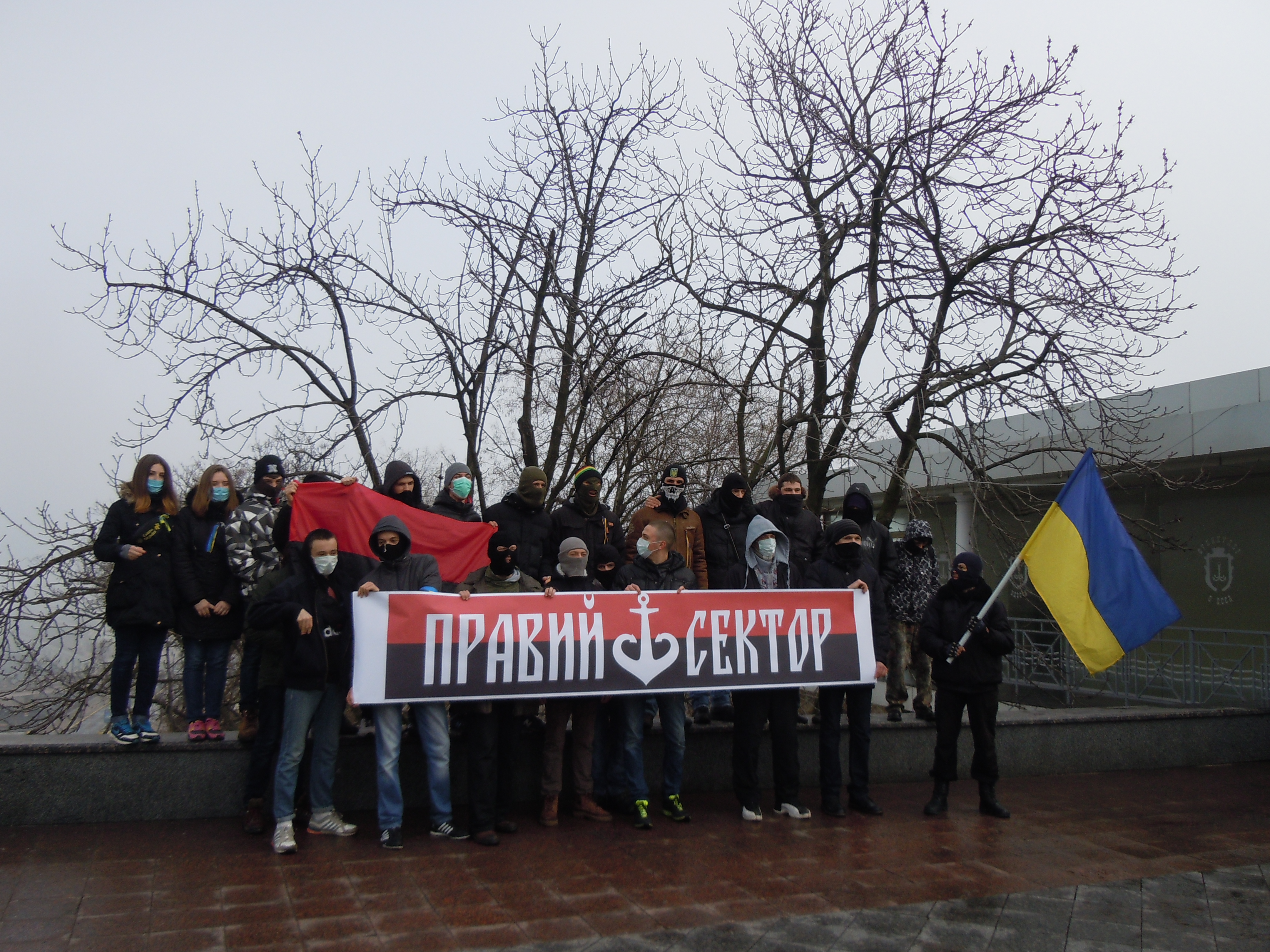
Activistes en Odesa sostenint una bandera de Pravy Sektor amb disseny d'àncora, 9 de febrer de 2014.

El Pravy Sektor ha estat descrit com el grup millor organitzat i efectiu de les forces de l'Euromaidan. Després de la caiguda del president Ianukòvitx i amb la policia retirant-se dels carrers, grup de joves, inclosos membres del Sector de Dreta, van estar patrullant els carrers armats sovint amb bats.
No obstant això, el 26 de febrer, els líders del Sector van ser a l'ambaixada israeliana per expressar a l'ambaixador Reuven Din el seu rebuig sobre l'antisemitisme, el xovinisme i la xenofòbia, allunyant-se del partit polític Svoboda.
Poc després, el seu líder, Dimitro Yarosh, va anunciar la divisió del Pravy Sektor en dos blocs: un de militar i un altre polític, que es presentaria a les eleccions del 25 de maig. El grup, malgrat que els analistes informen del seu escàs suport entre la població, volia afermar-se en altres ciutats a més de Kíiv, on estaven assentats. Entre el seu programa destacava la neteja del poder i la reorganització del Ministeri de l'Interior, els serveis secrets i les forces armades. Malgrat desmarcar-se del racisme i l'antisemitisme, Yarosh sí que va afirmar la seva actitud negativa cap als homosexuals i la seva propaganda.
El 19 de març van crear la Legió Russa, una escissió del grup constituït per ciutadans russos que volen lluitar contra el règim de Putin, en resposta a la intervenció russa a Crimea a finals de febrer i la posterior crisi en aquesta zona, que va acabar amb la incorporació de Crimea i Sebastòpol a Rússia.
El 24 de març va ser abatut en un tiroteig Alexander Muzychko, un dels líders i coordinador del Pravy Sektor, quan es disposaven a detenir-lo a Rovno, a l'oest del país. A més, al costat d'ell van ser detinguts altres tres membres més. Muzychko era ja conegut pel seu radicalisme des del 2007, assegurant "lluitar contra russos, jueus i comunistes mentre tingui sang en les venes", però va ser durant les protestes de l'Euromaidan quan es va donar a conèixer cometent atacs contra funcionaris i negant-se a lliurar les armes després de l'arribada del nou Govern al poder.
El 31 de març, un membre del Pravy Sektor va protagonitzar un tiroteig que va causar tres ferits. Arran d'això, el govern ucraïnès va començar a prendre mesures contra el grup radical: la policia va irrompre a la seva seu, l'hotel Dnipro de Kíiv, on van confiscar armes i van desallotjar a diversos membres del grup, i hores més tard, el Parlament ucraïnès va ordenar desarmar a tots els grups il·legals, inclòs el Pravy Sektor. A més, el govern també va plantejar il·legalitzar el Sector de Dretes, després de la seva crida a les armes en el funeral de Muzychko i l'intent d'assalt a la Rada Suprema, amb la finalitat de provocar la dimissió del ministre d'Interior, Arsén Avákov.

#### Protestes prorusses a Ucraïna
Com a conseqüència de l'Euromaidan, es van produir una sèrie de protestes de caràcter prorus al sud i est del país, en oposició al nou govern i al moviment europeista, que va acabar amb la crisi de Crimea, a més d'enfrontaments i disturbis. En conseqüència, el 12 d'abril, el govern ucraïnès va engegar una operació militar per controlar als rebels prorussos, que va provocar la reacció de Rússia, mobilitzant el seu exèrcit prop de la frontera amb Ucraïna.
En aquest context, els membres del Sector Dret van manifestar la seva repulsa contra el moviment prorus i a la fi d'abril van anunciar que anaven a traslladar la seva base d'operacions a Dnipropetrovsk per controlar la situació a l'est d'Ucraïna. Amb l'arribada del grup es van produir els primers enfrontaments entre membres del grup i activistes prorussos. El 24 d'abril, alguns dels seus membres van establir punts de control a les carreteres que uneixen Transnistria i Ucraïna per prohibir el pas a ciutadans russos.
El 2 de maig de 2014, en el marc de les protestes prorusses a Ucraïna i el conflicte armat a l'est, uns 40 prorussos van morir a Odessa (les xifres varien segons la font, des d'un mínim de 36 a un màxim de 46), al sud-oest del país, com a conseqüència d'un incendi provocat en un edifici dels sindicats de la ciutat. Segons els mitjans de comunicació, els activistes prorussos es van refugiar a l'edifici després d'haver rebentat una manifestació a favor de la unitat d'Ucraïna. En aquest moment, segons el Ministeri de l'Interior ucraïnès i mitjans russos, membres de Pravy Sektor van incendiar l'edifici amb còctels molotov i van provocar la massacre.
A les eleccions parlamentàries de 2019, "Práviy Séktor" va participar en una llista nacional de partits de dreta radical juntament amb "Iniciativa Governamental" de Yarosh, "Cos Nacional" i "Svoboda". Aquesta coalició va guanyar només el 2,15% dels vots de la llista electoral nacional i no va aconseguir cap escó.

## Ideologia

### Opinió de la premsa
En general, la premsa ha qualificat al partit d'extrema dreta. BBC News el va descriure com un «grup nacionalista ucraïnès» i una «organització paraigua de grups d'extrema dreta». La revista Time l'ha descrit com «un grup de dreta radical... una coalició de militants ultranacionalistes», amb una ideologia que «voreja el feixisme». Reuters l'ha identificat com a «grup nacionalista d'extrema dreta»; Agence France Presse com a grup «d'extrema dreta»; i el Wall Street Journal com un «grup paraigua per a nacionalistes i activistes d'extrema dreta».
L'agència d'informació i notícies russa va identificar a Pravy Sektor com un «grup d'oposició d'extrema dreta radical» i va indicar que «els mitjans de comunicació estatals russos han intentat mostrar que les protestes van ser un moviment predominantment inspirat pel feixisme». Associated Press ho ha qualificat de «grup ultranacionalista radical ... demonitzat per la propaganda estatal russa com a feixistes». La cadena russa RT l'ha identificat com un grup de «neofeixistes radicals ucraïnesos».

### Política domèstica
En una entrevista, Yarosh va declarar que Pravy Sektor i Svoboda «tenen molt en comú en quant a qüestions ideològiques», però que Pravy Sektor «no accepta per res algunes postures racistes que [els membres de Svoboda] comparteixen». Tarasenko va citar a Stepan Bandera, declarant: «Som enemics d'aquells que diuen que no existeix Ucraïna, els ucraïnesos o l'idioma ucraïnès.»
Segons el periodista Oleg Shinkarenko, Yarosh ha indicat que Pravy Sektor s'oposa a l'homosexualitat i també ha declarat que el dret de la nació preval sobre els drets humans. Segons el New York Times: «Sector Dret, una coalició d'ultranacionalistes i en alguns casos organitzacions neonazis», ha intentat distanciar-se de l'antisemitisme, citant el compromís de Yarosh de lluitar contra el racisme a Ucraïna. Segons el Spiegel Online, Dmitro Yarosh ha declarat que l'antisemitisme no és part de la ideologia de Sector Dret, encara que ha escrit un llibre en el qual diu: «em pregunto què va ocórrer perquè la majoria de multimilionaris d'Ucraïna siguin jueus». Tarasenko ha declarat que el grup no té «fòbies», que respecta a totes les altres nacions i que recolza el model d'estat nació.
Pravy Sektor defensa el dret de portar armes de la població civil, igual que a Suïssa.
En general, els ucraïnesos al sud i est d'Ucraïna veuen a Pravy Sektor negativament, i acusen als seus membres de dur a terme una guerra contra aquestes regions en nom del govern a Kíiv.

### Política internacional
En una entrevista amb un important periòdic polonès, Tarasenko va dir que territoris de Polònia com Przemyśl haurien de ser retornats a Ucraïna, encara que per vies diplomàtiques, i que «no som una nació imperial, no volem les terres d'altres pobles, solament volem el que és nostre». També va afirmar que Ucraïna hauria d'aconseguir armes nuclears per sentir-se fora de perill entre Europa i Rússia. Tarasenko va qualificar d'«absurda» l'afirmació que Bandera és responsable de la massacre de polonesos a Volinia.
La web de Pravy Sektor diu que els seus membres desconfien de les «ambicions imperials» tant de Rússia com d'Occident, i el partit ha acusat a Rússia en particular de dividir els ucraïnesos. Yarosh va explicar al Spiegel Online que les organitzacions anticristianes estan actuant activament a la UE, i que és la Comissió Europea qui té el control dels estils de vida de les nacions membres, com el matrimoni gai, i no les pròpies nacions. No veu a Europa o a l'OTAN com a socis potencials i creu que són part d'una coalició contra Ucraïna.
Pravy Sektor és l'únic grup activista ucraïnès que s'oposa a adherir-se a la Unió Europea. Considera a la UE una «opressora» de les nacions europees.